# Lip (azienda)
Lip è un'antica azienda orologiaia francese di Besançon.
La tradizione manifatturiera della Lip origina da Emmanuel Lipmann, un ebreo stabilitosi a Besançon, verso la fine del XVIII secolo. Appassionato di meccanica e meccanismi, in occasione della visita di Napoleone Bonaparte nel 1807, crea l'orologio da tasca che la cittadinanza intende regalare all'imperatore.
La medesima passione viene ereditata dal nipote Ernest il quale, nel 1867, impianta un laboratorio per la produzione di orologi che si amplierà velocemente. Ma è solo nel 1896 che viene coniato il marchio per identificare il "chronomètre LIP".
Nel 1914 la Lip è una fabbrica ormai affermata, con 150 maestri orologiai alle dipendenze, che si rivolge al mercato civile e, contemporaneamente, produce i cronometri da polso per gli ufficiali d'artiglieria dell'esercito francese e gli orologi aeronautici utilizzati dalla leggendaria "Aéropostale". In particolare, è doveroso ricordare il modello "T10" creato appositamente per il "Croix du Sud" di Jean Mermoz. 

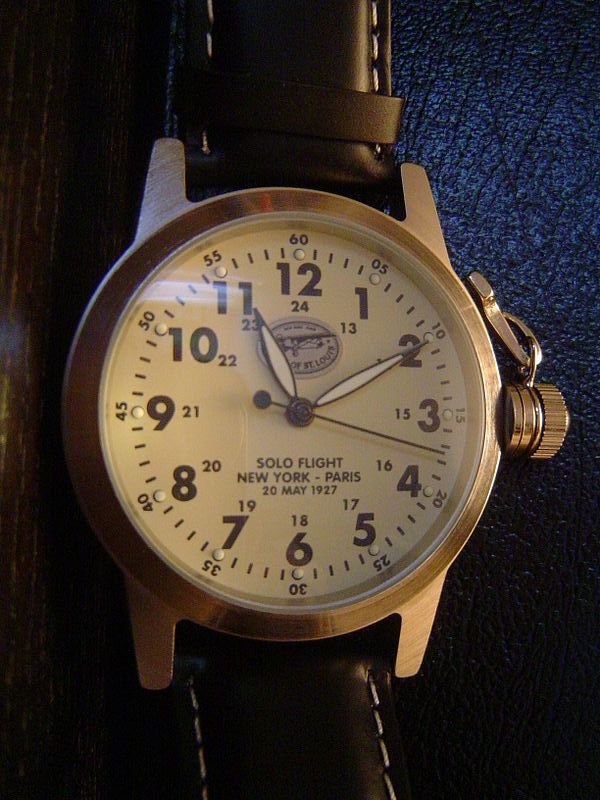
Modello commemorativo della trasvolata di Lindbergh

All'inizio della Seconda guerra mondiale, l'azienda viene riconvertita per la produzione di munizioni e, durante l'occupazione tedesca, viene distrutta dai bombardamenti alleati.
Al termine del conflitto, nel 1945, la direzione aziendale viene assunta da Fred Lip il quale, dopo aver ricostruito la fabbrica e riavviato la produzione, installa la prima linea di assemblaggio dei meccanismi (1950) e si dedica alla creazione dell'orologio elettronico da polso.
È il 1952, quando il "LIP Electronic" viene presentato alla stampa. I primi due modelli sono destinati al generale De Gaulle e al presidente Eisenhower.
L'azienda prosegue sulla strada dell'innovazione tecnologica e riuscirà a produrre numerosi modelli con movimento meccanico, elettronico ed al quarzo (tra cui il famoso MACH 2000 disegnato da Roger Tallon), ma verrà gravemente colpita dagli alti investimenti per la ricerca, dai conflitti sociali degli anni sessanta e, infine, dalla concorrenza giapponese.
Dopo alterne vicende, l'azienda è tuttora in attività.